# Kurtus gulliveri
Kurtus gulliveri – gatunek ryby okoniokształtnej z rodziny Kurtidae.

## Występowanie
Zasiedla mętne wody słone, słodkie i półsłodkie od północnej Australii do Nowej Gwinei. Często zagląda do rzek i estuariów.

## Charakterystyka
Ciało wysokie w przedniej części, z wydłużonym trzonem ogonowym, pokryte drobnymi łuskami cykloidalnymi. Duży otwór gębowy skierowany skośnie ku górze. Pojedyncza płetwa grzbietowa zawiera obniżone promienie twarde w przedniej części, druga część jest rozpostarta na promieniach miękkich. Długa płetwa odbytowa rozpoczyna się dwoma kolcami, za którymi rozpościera się 44–47 promieni miękkich. Płetwa ogonowa jest głęboko wcięta. 
Dorasta do 60 cm długości.